# Sebastian Einsle
Sebastian Einsle (geboren am 11. Januar 1987 in Gerolstein) ist ein luxemburgischer Rennrad- und Mountainbikefahrer.

## Sportliche Aktivitäten
In der Saison 2006/2007 fuhr Einsle für das luxemburgische Continental-Team „CCI Differdange – Apiflo Vacances“.
Sebastian Einsle fährt nationale und internationale Rennen. Er bestritt vier Mal die UCI-Weltmeisterschaft im Mountainbike-Marathon. Ebenso fuhr er die Bike Transalp, die Crocodile-Trophy in Australien sowie das Etappenrennen Cape Epic in Südafrika. Bei der Mountainbike-Marathon-WM in Sakarya (Türkei) im Jahr 2020 belegte er Platz 44.